# NGC 1985
NGC 1985 (другое обозначение — PK 176+0.1) — отражательная туманность в созвездии Возничего, расположенная в Большом Магеллановом Облаке. Открыта Уильямом Гершелем в 1790 году. В туманности образуются звёзды, её возраст — порядка миллиона лет. Она связана с другой областью звездообразования — AFGL 5157.
Этот объект входит в число перечисленных в оригинальной редакции «Нового общего каталога».